# Blatnice (district de Plzeň-Nord)
Pour les articles homonymes, voir Blatnice.
Blatnice (en allemand : Blattnitz ou Blatnitz) est une commune du district de Plzeň-Nord, dans la région de Plzeň, en Tchéquie. Sa population s'élevait à 898 habitants en 2022.

## Géographie
Blatnice se trouve à 16 km à l'ouest du centre de Plzeň et à 101 km à l'ouest-sud-ouest de Prague.
La commune est limitée par Rochlov au nord-ouest, par Nýřany au nord-est, à l'est et au sud-est, et par Přehýšov au sud-ouest.

## Histoire
La première mention écrite de la localité date de 1379.

## Galerie

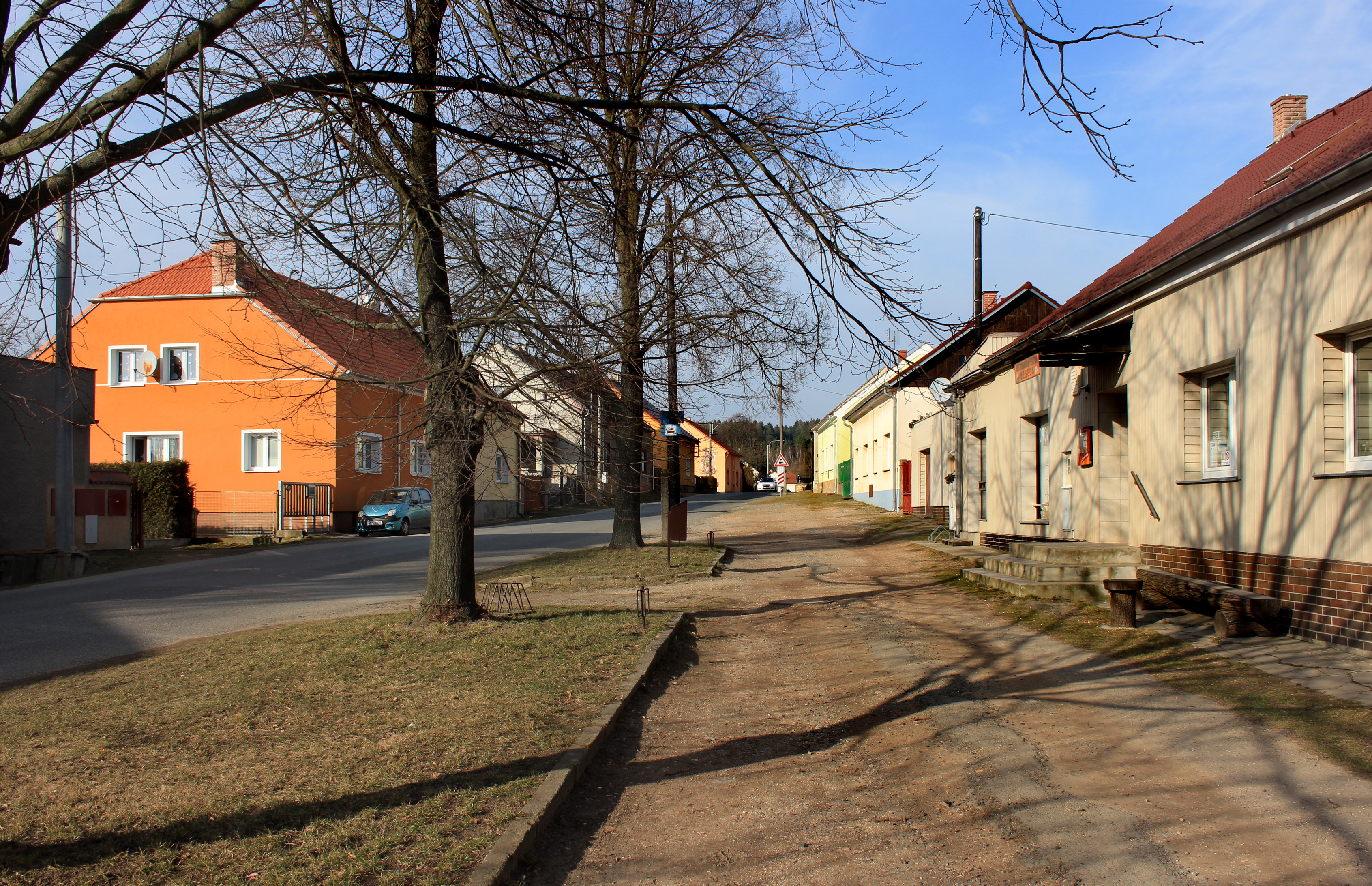
Une rue rue de Blatnice.
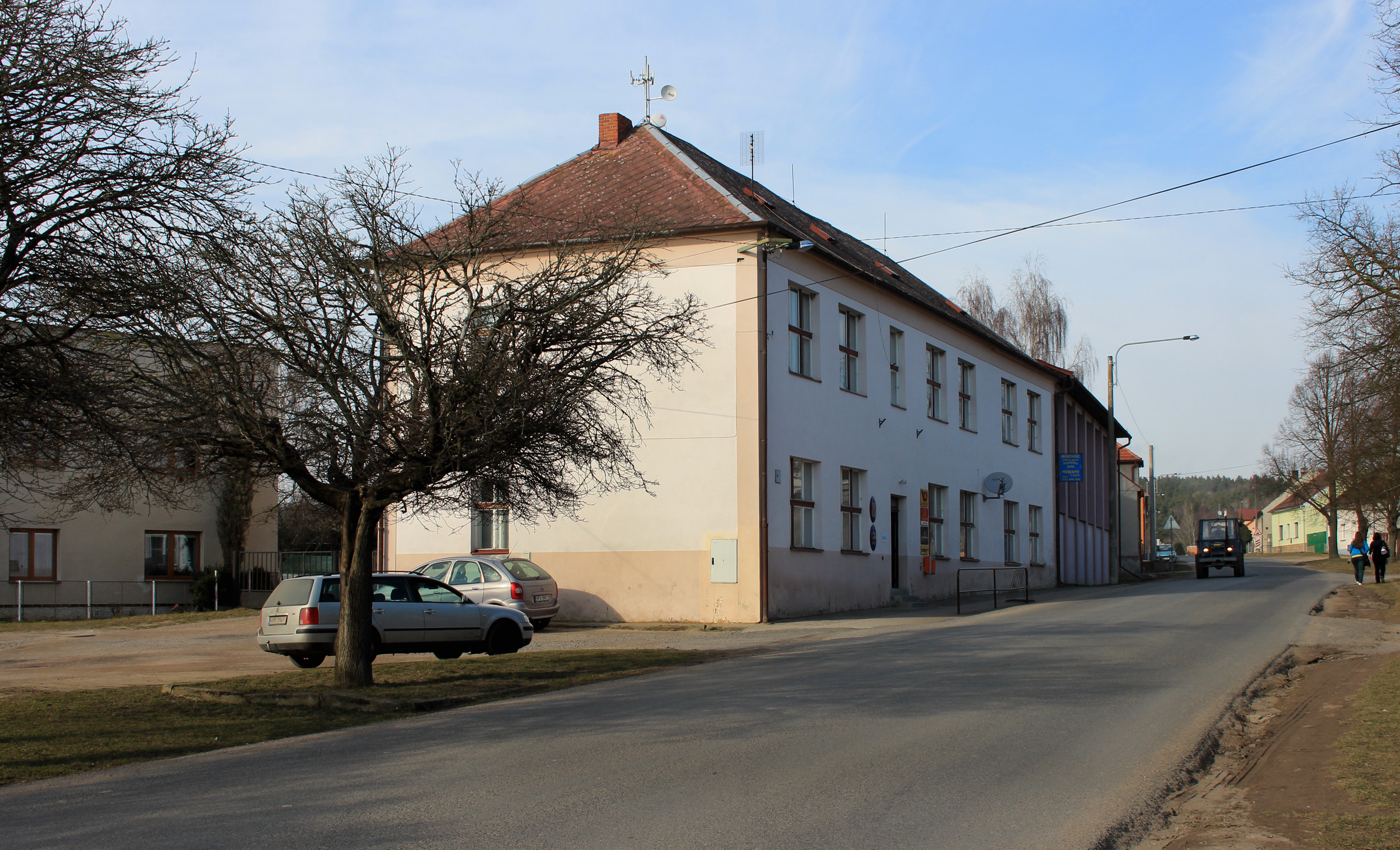
Blatnice : mairie.

## Transports
Par la route, Blatnice se trouve à 4 km du centre de Nýřany, à 20 km de Plzeň et à 116 km de Prague.
Le territoire de la commune est traversé par l'autoroute D5, qui relie Prague à l'Allemagne par Plzeň. La sortie  100  Heřmanova Huť se trouve à 1,5 km à l'ouest du centre du village.